# Laguna Urre Lauquen
Laguna Urre Lauquen är en periodisk sjö i Argentina.   Den ligger i provinsen La Pampa, i den centrala delen av landet, 800 km sydväst om huvudstaden Buenos Aires. Laguna Urre Lauquen ligger 219 meter över havet. Arean är 48 kvadratkilometer. Den sträcker sig 7,9 kilometer i nord-sydlig riktning, och 9,2 kilometer i öst-västlig riktning.
Omgivningarna runt Laguna Urre Lauquen är i huvudsak ett öppet busklandskap. Trakten runt Laguna Urre Lauquen är nära nog obefolkad, med mindre än två invånare per kvadratkilometer.